# زینستان
در زبان پارسی میانه به پادگانی که محل انبار اسلحه نیز بود زینستان می‌گفتند. زین که امروزه معنی مرکب نهاده بر چارپایان را پیدا کرده در زبان پهلوی در اصل به معنی جنگ‌افزار بود و معنای واژگانی زینستان، «اسلحه‌خانه» است.
واژه زندان در فارسی نیز از همین ریشه است و در اصل زیندان و به معنی اتاق سلاح‌ها بوده‌است.
در زمان ساسانیان، ایران زینستان‌های نیرومند و بزرگی در مرزها به ویژه در مرزهای غربی داشت. استان ساسانی انبار (استان انبار امروزی در عراق) مرکز انبار آذوقه و مهمات برای زینستان‌های دورتر بود.
در محل کنونی بصره زینستانی به نام بهشت‌آباد قرار داشت. از مرزبانان (رئیس پادگان‌ها) ی ایرانی که نامشان به ما رسیده هامرز و گرابزین را می‌توان نام برد که رئیس زینستان‌های حاشیه صحرا بودند.